# Андійські народи
Андійські народи — група народів, що проживає в Російській Федерації — Андійці, ахвахці, багулали, ботліхці, годоберинці, каратинці, тиндинці, чамалинці, в Азербайджані — ахвахці.

## Ареал та чисельність
Загальна чисельність за переписом 2002 року разом з цезькими народностями складає в Росії — 57 498 осіб, в тому числі в Дагестані — 56 671 особа. Андійські народи без урахування цезьких складають відповідно 34 387 і 33 707 осіб.
Андійські народи живуть на південному заході Дагестану, головним чином в басейні річки Андійське Койсу: Ботліхський район (андійці, ботліхці, годоберинці), Цумадинський район (багулали, тиндинці, чамалинці), Ахвахський район (ахвахці), Шамільський район (ахвахці); після 1950-х років значна частина переселилася на рівнинну частину, що сприяло їхній аваризації.

## Мова
Розмовляють андійськими мовами зі своїми діалектами, близькими до аварської мови. Не мають власної писемності й тому на письмі використовують аварську мову.
З аварською мовою андійські об'єднують в аваро-андійську групу, протиставлену цезькій всередині аваро-андо-цезької гілки (андійські ближче до аварської, ніж цезькі).